# Xã Annin, Quận McKean, Pennsylvania
Xã Annin (tiếng Anh: Annin Township) là một xã thuộc quận McKean, tiểu bang Pennsylvania, Hoa Kỳ. Năm 2010, dân số của xã này là 694 người.